# Mohammad Usman Rana
Mohammad Usman Rana (født 3. juni 1985) er en norsk skribent og læge. Han blev færdiguddannet fra det medicinske fakultet ved Universitetet i Oslo som cand.med. i 2010 og er tidligere leder for Muslimsk Studentsamfund.

## Uddannelse og baggrund
Rana er født i Norge og voksede op på Husvik, syd for Tønsberg.
Han kom i mediernes søgelys for første gang, da han gik ud af Greveskoven videregående skole i Tønsberg med 5,9 i snit på sit eksamensbevis.
I 2008 vandt Rana Aftenpostens kronikkonkurrence med kronikken "Den sekulære ekstremismen", der udløste en større religionsdebat i flere landsdækkende medier.

## Samfundsengagement

### Talsmand for norsk islam
Rana har markeret sig som en talsmand for vestlig og norsk islam, som på én gang er troværdig teologisk og kontekstualiseret i Vesten. Rana mener, dette er den stærkeste kur mod ekstremisme og radikalisering.
I 2016 udgav han bogen Norsk islam, hvor han argumenterede for, at muslimer godt kan være socialkonservative og praktisere deres tro på en traditionel måde, samtidig med at de anerkender det liberale, norske demokrati.
Ranas bidrag til norsk samfundsdebat berører også andre temaer. I en boganmeldelse 31 . august 2009 hævdede Rana, at "ekshibitionistisk, promiskuøs og ustyrlig seksualitet dyrkes og fremsættes som ideal for unge" i dagens Norge.

### Homoseksualitet
Ifølge en reportage i studenteravisen Universitas tog Rana afstand fra dødsstraf for homoseksualitet under en debat, som Human-Etisk Forbund arrangerede i november 2007. I et indlæg i Blik understregede Rana, at han var kategorisk mod dødsstraf, og at: "min avstandtagen fra dødsstraff mot homofili ikke kjenner landegrenser".

Rana forklarede i et interview med tidsskriftet Minerva i 2008, at vestlige muslimer må være tydelige med hensyn til at tage afstand fra dødsstraf mod homoseksualitet: 
| „ | Hvis man ser prinsipielt og politisk på det, bør muslimer, som en minoritet, også ha i mente at det blir utfordrende å forfekte minoritetsrettigheter hvis man ikke innrømmer andre samme retten [...] Derimot bør muslimer føle en plikt om å spre og arbeide gjennom diverse påvirkningskanaler for at heterofile ekteskap skal ha en opphøyd stilling i samfunnet. La meg også si at selv om man ser på homofili som en synd, må vi vestlige muslimer være tydelige på å ta avstand fra dødsstraff. | “ |
|   | — "Minervasamtalen: Den liberale liberaler", Minerva, 18. august 2008 |   |

Rana accentuerede i samme interview, at også værdikonservative må kunne ytre deres meninger i norsk politik og offentlighed, på linje med at også værdiliberale, inklusive homoseksuelle, skal have den fulde ret til at påvirke norsk politik. Rana mener, at Norge må være sekulært, men at norsk sekularisme må hente inspiration fra USA, hvor også værdikonservative og religiøse kan deltage i offentligheden og blive mødt med respekt og alvor.

### Muhammedkarikaturerne
I februar 2010, efter en række demonstrationer og kraftige appeller i Oslo efter Dagbladets trykning af karikaturtegninger af profeten Muhammed på avisens forside, opfordrede Rana til besindighed. Han bemærkede, at en ophedet islamdebat kunne skabe grobund for radikale meninger, og at sådanne radikale meninger ikke er repræsentative for norske muslimer.